# Molkerei Eilenburg
Die Molkerei in Eilenburg ist ein ehemaliges Gewerbebauwerk aus der Zeit kurz vor der Jahrhundertwende. Knapp einhundert Jahre erfolgte die Produktion an diesem Standort, ehe die Molkerei den Betrieb nach der Wende einstellen musste. Anschließend nutzte bis 2001 ein Fleisch- und Wurstwarengroßhandel die Liegenschaft. Für das seit vielen Jahren leerstehende Gebäude wird eine Wohnnutzung angestrebt. Das Bauwerk ist aufgrund seiner Baugeschichte und wegen der singulären Stellung im Ort ein eingetragenes Kulturdenkmal in der Liste des Landesamtes für Denkmalpflege Sachsen.

## Lage

Die südliche Stadterweiterung im Entstehen: rechts teilweise verdeckt die Molkerei, vorn die Maschinenfabrik Lucke, im Hintergrund links die Stadtschule (um 1910)

Das ehemalige Molkereigebäude liegt in der Schreckerstraße 5 in Eilenburg im Süden des Stadtteils Mitte. Das Grundstück ist Teil einer planmäßigen Stadterweiterung südlich der Altstadt, die mit der Eröffnung des Bahnhofs Eilenburg 1872 ihren Anfang nahm. Als um 1870 der Eilenburger Stadtpark angelegt wurde, entstand im Verlauf der heutigen Schreckerstraße ein Fließgraben, der die zum Stadtparkteich umgestalteten Altwasser mit dem Hauptlauf der Mulde verband. Im Zuge der Erschließung des Areals als Bauland um 1890 wurde dieser Graben verrohrt und mit einer Straße überbaut. Diese Straße trug zunächst den Namen Canalstraße bzw. Kanalstraße, ehe sie 1905 zu Ehren des langjährigen Bürgermeisters Emil Schrecker dessen Namen erhielt.
Das Umfeld der Molkerei ist geprägt von Mehrgeschosswohnhäusern sowie Gewerbe- und Infrastrukturbauten. Westlich befindet sich das Gelände der ehemaligen Maschinenfabrik Carl Lucke (heute Geißler Reisen) mit einer denkmalgeschützten Fabrikfassade, auf dem Baufeld nördlich liegen das alte Umspannwerk Schulstraße, die ehemalige Gaststätte Herberge zur Heimat (später eine Außenstelle des Stadtarchivs) und die Kindertagesstätte Bärchen, welche alle drei ebenfalls als Kulturdenkmale geschützt sind. An Stelle der im Zweiten Weltkrieg zerstörten Stadtschule befinden sich heute ein Wohnblock und eine Kfz-Werkstatt. Nordöstlich gelegen beginnt eine mehr aufgelockerte Bebauung mit der ehemaligen Reichsbank-Nebenstelle, dem Offiziers-Casino, dem Realgymnasium und dem Lehrerseminar, östlich und südlich findet sich eine geschlossene Mietshausbebauung.

## Geschichte
Das Molkereigebäude wurde im ausgehenden 19. Jahrhundert errichtet, wobei das genaue Jahr nicht bekannt ist. Erstmals ist die Molkerei im Eilenburger Adressbuch von 1898 verzeichnet, hingegen im Adressbuch von 1894 noch nicht. In der Landesdenkmalliste wird das Gebäude um 1870 datiert, allerdings wurde das Baugebiet erst gegen 1890 erschlossen. Der Bau erfolgte für die Dampfmolkerei Eilenburg GmbH unter Leitung von Molkereidirektor Georg Beißwenger. Ein betriebseigenes mit Braunkohle befeuertes Heizhaus mit einem 35 Meter hohen Schornstein produzierte den notwendigen Dampf. Beliefert wurde der Betrieb täglich mit Milch aus den umliegenden Gemeinden.
Ab den 1950er-Jahren übernahmen statt der zahlreichen Pferdefuhrwerke Traktoren und LKW mit Milchtanks die Transportaufgaben. Durch die zunehmende Industrialisierung der Milchwirtschaft in der DDR und die Schließung kleinerer Molkereien in Krippehna und Liemehna war eine Kapazitätserweiterung notwendig. Zu diesem Zweck entstand Anfang der 1960er-Jahre ein Erweiterungsbau im Hof. Zunächst produzierte die Molkerei eine breite Palette an Milcherzeugnissen, ehe in den 1950er-Jahren eine Spezialisierung auf in Flaschen abgefüllte Trinkvollmilch und Buttermilch erfolgte. In den 1970er-Jahren wurde die Molkerei als Betriebsteil der VdgB Molkereigenossenschaft Wurzen angegliedert. Damit einher ging eine erneute Spezialisierung auf nun die Produktion von Doppelrahmfrischkäse. In den 1980er-Jahren verarbeitete der Betrieb täglich 60.000 Liter Rohmilch. Reichlich die Hälfte dieser Milch wurde zu Quark und Frischkäse verarbeitet. Hergestellt wurde außerdem Butterungsrahm für die Buttereien in Wurzen und Dahlen, Magermilch für die Viehwirtschaft und Jungtieraufzucht sowie zuletzt auch Sauerrahm. 1988 betrug der Ausstoß allein von Doppelrahmfrischkäse 320 Tonnen. Die Belegschaft umfasste 1989 36 Mitarbeiter. Vor Ort gab es auch ein Ladengeschäft.
Im Zuge der Wende stellte die Eilenburger Molkerei den Betrieb ein. Danach ließ sich dort die Fleisch- und Wurstwarengroßhandlung Stoiber nieder, die unter anderem die Leipziger Messe belieferte. Sie musste 2001 Insolvenz anmelden. 2016 plante der damalige Eigentümer, das Gebäude zu sanieren und zum Wohnhaus umzubauen, was bisher (2022) jedoch nicht geschehen ist.

## Baubeschreibung

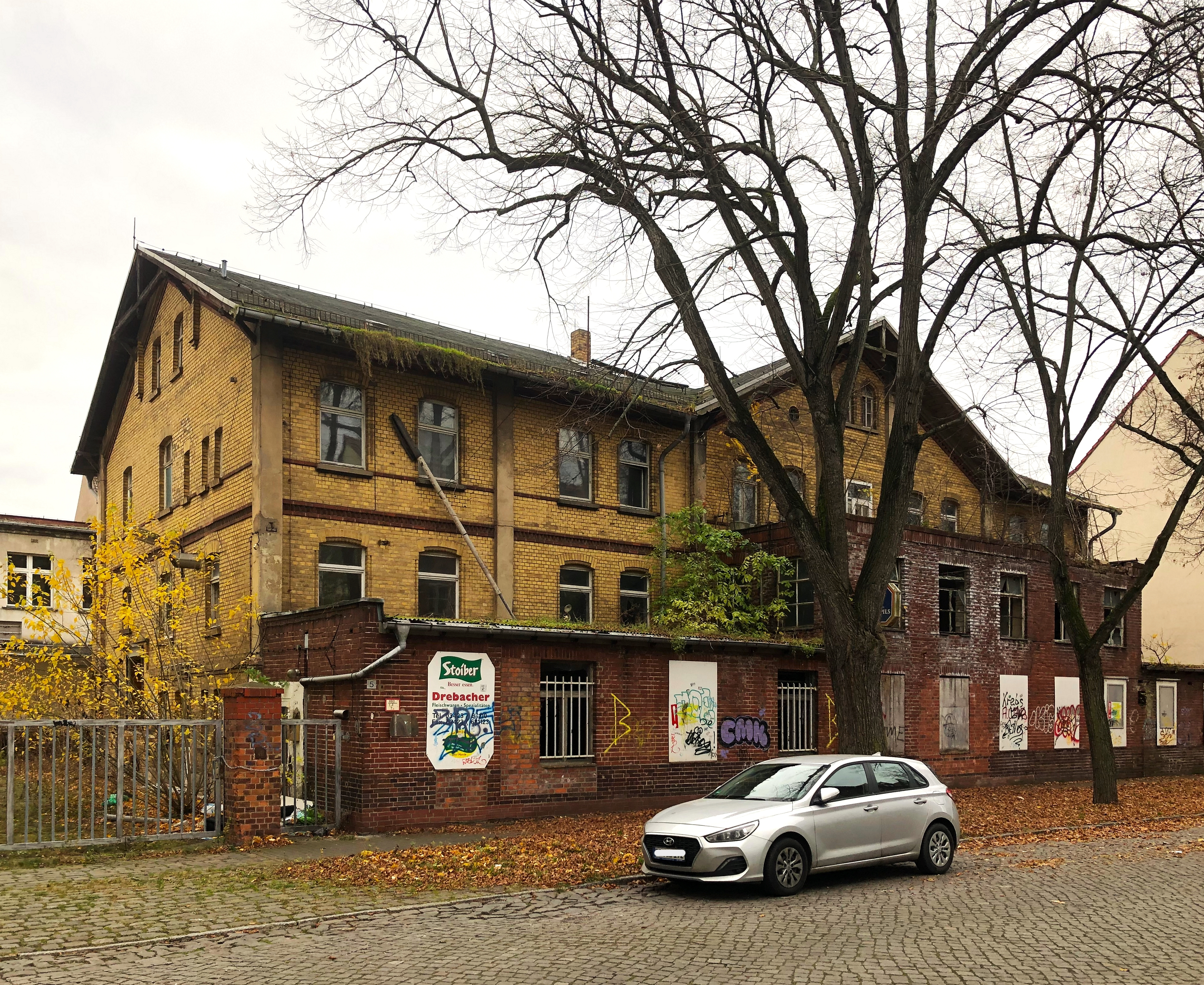
Ansicht von Nordosten (2021)
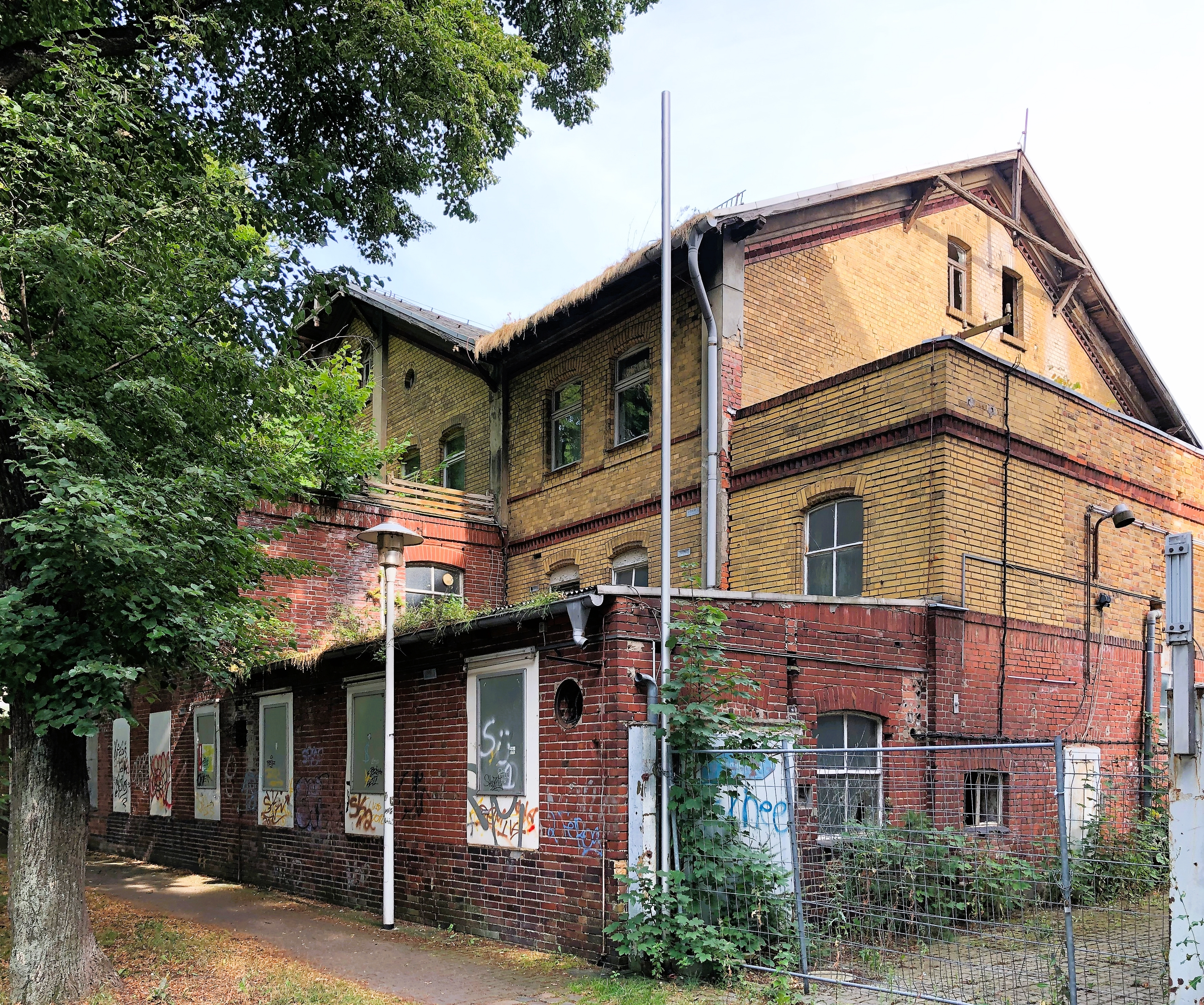
Westgiebel sowie der westliche und der vordere Anbau (2021)

Das Molkereigebäude ist ein zweigeschossiger Klinkerbau auf ursprünglich rechteckigem Grundriss. Zur Anwendung kamen für Eilenburg seltene gelbe Klinker. Vorder- und rückseitig sind zwei sich gegenüberliegende Zwerchhäuser versetzt zur Symmetrieachse angelegt. Von den elf Fensterachsen der langen Gebäudeseiten liegen fünf im Verlauf des Zwerchhauses, zwei entfallen auf den westlichen und vier auf den östlichen Gebäudeteil. Als horizontale Gliederung kam zwischen erstem und zweitem Obergeschoss ein Fries in Form des deutschen Bands aus roten Klinkern zur Ausführung. Ein ebensolches verläuft unterhalb der Dachkante. Eine vertikale Gliederung erhält die Fassade durch verputzte Lisenen. Die verbauten Segmentbogenfenster weisen ein Gewände aus Formziegelsteinen mit Rundbogenstab (laut Denkmalschutz Birnenstabgewände) auf. In den Giebeln der Zwerchhäuser befinden jeweils zentral zwei gekuppelte Rundbogenfenster, die von zwei Ochsenaugenfenstern flankiert werden. Das aufgesetzte Satteldach ist als Pfettendach mit einem weiten Dachüberstand ausgeführt. Die sichtbaren Pfettenköpfe sind als Schmuckelemente profiliert. Im Ortgang der vier Giebel sind jeweils schmückende Giebelkreuze zwischen den sichtbaren äußeren Dachsparren angelegt. Später erhielt das Gebäude noch eingeschossige Anbauten an der westlichen Giebelseite und zur Schreckerstraße hin. Sie nehmen teilweise die Gestaltungselemente des Altbaus auf, wobei der vordere Anbau in der Gestaltung abweicht und nicht Teil des Kulturdenkmals ist.